# Ternstroemia insignis
Ternstroemia insignis là một loài thực vật có hoa trong họ Pentaphylacaceae. Loài này được Y.C. Wu miêu tả khoa học đầu tiên năm 1940.